# 建部昌興
建部 昌興（たけべ まさおき）は、安土桃山時代から江戸時代前期の武将、書家。

## 経歴
父は伝内流の祖として知られた能書家の建部賢文。天正18年（1590年）13歳の時に父が死去したため、母方の井上氏の元で書を学ぶ。長じて京都に出て長束正家、佐野綱正の元にいたこともあったが、慶長元年（1596年）伏見城の徳川家康に召されて右筆として仕えた。知行500石。家中では松平忠吉ら一門連枝に書を伝え、伝内流は御家流の栄誉を得た。
慶長5年（1600年）会津征伐に従軍し、戦後320石余を加増される。慶長20年（1615年）大坂夏の陣に従軍。この時、自害した古田重然の遺品のうち頓阿写の『続千載和歌集』を賜っている。徳川秀忠の代になっても重用され、秀忠が将軍職を辞して江戸城西の丸に移るとこれに従う。寛永3年（1626年）秀忠・家光の上洛に従い、上洛後に武家の有職故実を書き記している。寛永11年（1634年）の上洛にも供奉した。明暦元年（1655年）致仕して宗西と号し、同年76歳で没。